# Пунта-Умбрія
Пунта-Умбрія (ісп. Punta Umbría) — муніципалітет в Іспанії, у складі автономної спільноти Андалусія, у провінції Уельва. Населення — 14 714 осіб (2010).
Муніципалітет розташований на відстані близько 460 км на південний захід від Мадрида, 8 км на південь від Уельви.
На території муніципалітету розташовані такі населені пункти: (дані про населення за 2010 рік)
- Ла-Лагуна-дель-Портіль: 1017 осіб
- Пунта-Умбрія: 13594 особи
- Ель-Рінкон: 103 особи

## Демографія
Динаміка населення (INE ):

## Галерея зображень

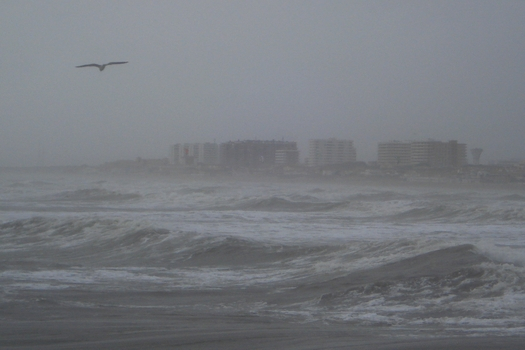
Пунта-Умбрія